# Kanan (naturreservat)
Kanan är ett naturreservat i Säffle kommun i Värmlands län.
Området är naturskyddat sedan 2012 och är 14 hektar stort. Reservatet omfattar en nordvästsluttning. Reservatet består av högväxt gran och blandskog med inslag av ek. 